# Collegium Jenense

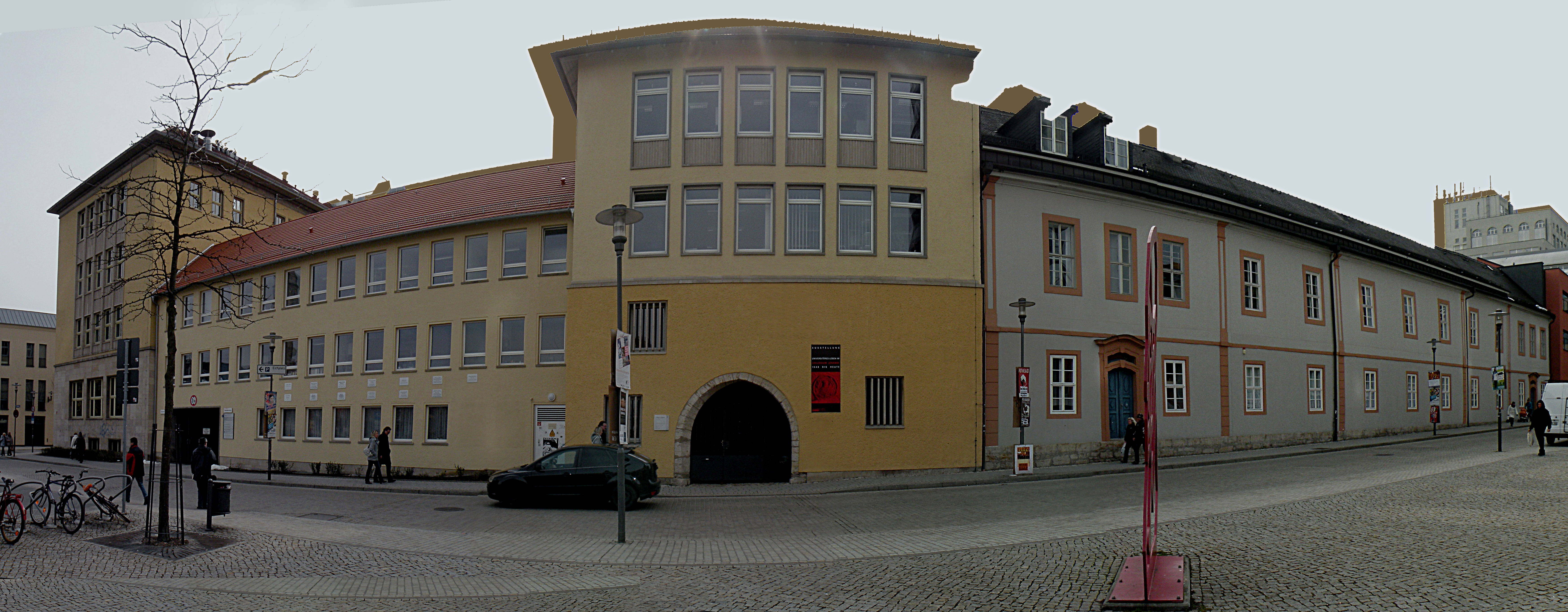
Collegium Jenense (2013)

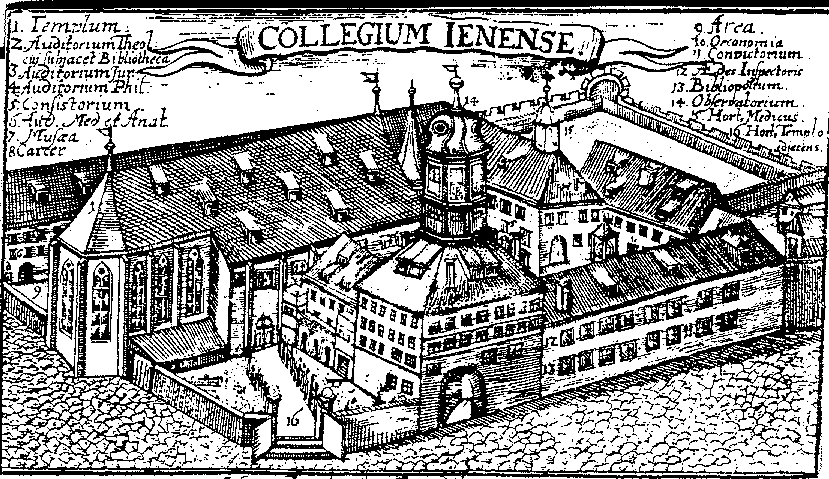
Collegium Jenense (um 1600)

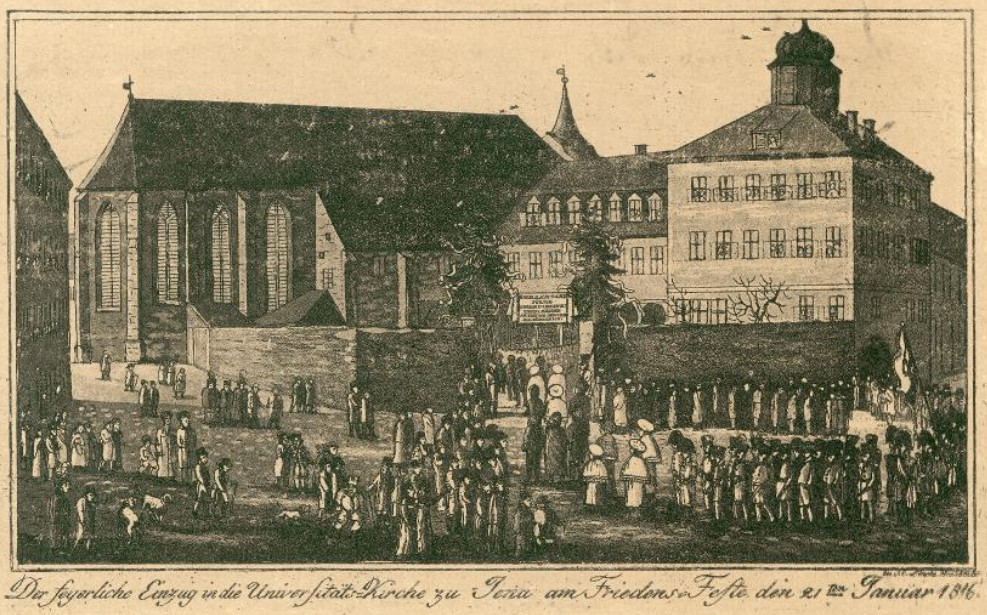
Universitätskirche oder auch Kollegienkirche Jena um 1816

Das Collegium Jenense, einst eine Klosteranlage der Dominikaner, ist der Gründungsort der Jenaer Universität. Der Gebäudekomplex befindet sich im Zentrum Jenas zwischen Teichgraben und Kollegiengasse sowie zwischen Leutragraben und Nonnenplan.

## Geschichte
1548 bezog die Academia Jenesis die Gebäude; zehn Jahre später wurde sie zur Hochschule ernannt. In mehreren Bauabschnitten wurden u. a. Hörsäle sowie Unterkünfte für die Studierenden in der angrenzenden Kollegienkirche angelegt. Das Collegium Jenense blieb bis zur Mitte des 19. Jahrhunderts die räumliche Grundlage der Universität. Im Zweiten Weltkrieg wurden die Gebäude schwer beschädigt und die Kollegienkirche fast vollständig zerstört. Torgebäude und Innenhof wurden von 1976 bis 1979 restauriert.

## Gegenwart
Heute gehören die Gebäude zu den Kulturdenkmalen in Jena und beherbergen die vorklinischen Institute der Medizinischen Fakultät der Friedrich-Schiller-Universität (Anatomie I und II) inklusive der Anatomischen Sammlungen. Öffentlich zugänglich ist beispielsweise der Kollegienhof; nicht öffentlich zugänglich sind das Vestibül und der Karzer. Auf dem Gelände stehen inzwischen einige Anbauten, in denen sich die vorklinischen Institute Physiologie I und II, Biochemie I und II sowie das Theoretikum befinden.

## Vorgeschichte
Das Kloster des Predigerordens in Jena wurde 1286 von den Brüdern Albert und Hermann von Lobdeburg in der Südwestecke des ummauerten Stadtrechtecks gestiftet oder erneuert. Die Klosterkirche entsprach dem Typ der schmuck- und turmlosen gotischen Bettelordenskirche mit einem Seitenschiff auf der Nordseite und einem dreijochigen, polygonal schließenden Chor im Osten. Prior Johannes Oerter ließ 1506 in die Stadt und zum Kloster eine Wasserleitung legen. 1524 lebten im Kloster 30 Mönche.
Die Auflösung der Dominikanerniederlassung begann mit dem Bauernkrieg 1525, als viele Mönche das Kloster verließen. Die letzten drei Mönche wurden 1548, bei der Gründung des Collegium Jenense in den Konventsgebäuden mit einer Rente abgefunden.
Johann Friedrich I. von Sachsen verlor 1547 als Folge des Schmalkaldischen Kriegs große Teile seines Herrschaftsgebiets, darunter Wittenberg mit seiner Universität. Als Ersatz plante er eine neue Landesuniversität in Jena. Dafür wurde das Dominikanerkloster ausgewählt und nach bescheidenen Anfängen 1557/58 grundlegend umgebaut.